# One Night in Japan
One Night in Japan é um de tantos álbuns ao vivo não oficiais do cantor estadunidense Michael Jackson. O áudio está extraído de um dos concertos da primeira etapa da Bad World Tour no Japão. Devido a este motivo o som é de baixa qualidade. Há uma grande quantidade de publicações não oficiais similares em todas as turnês do astro.

## Tracklisting
| Disco 1 |                                                   |         |  |
| N.º     | Título                                            | Duração |  |
| 1.      | "Intro"                                           | 0:36    |  |
| 2.      | "Wanna Be Startin' Somethin'"                     | 5:14    |  |
| 3.      | "Things I Do for You"                             | 3:28    |  |
| 4.      | "Off the Wall"                                    | 3:44    |  |
| 5.      | "Human Nature"                                    | 4:28    |  |
| 6.      | "This Place Hotel"                                | 5:23    |  |
| 7.      | "She's Out of My Life"                            | 4:15    |  |
| 8.      | "I Want You Back/The Love You Save/I'll Be There" | 6:07    |  |
| 9.      | "Rock with You"                                   | 4:03    |  |
| 10.     | "Lovely One"                                      | 5:54    |  |

| Disco 2 |                                                  |         |  |
| N.º     | Título                                           | Duração |  |
| 1.      | "Workin' Day and Night"                          | 7:10    |  |
| 2.      | "Beat It"                                        | 6:41    |  |
| 3.      | "Billie Jean"                                    | 5:58    |  |
| 4.      | "Shake Your Body (Down to the Ground)"           | 12:46   |  |
| 5.      | "Thriller"                                       | 4:29    |  |
| 6.      | "I Just Can't Stop Loving You" (com Sheryl Crow) | 6:23    |  |
| 7.      | "Bad"                                            | 6:09    |  |